# Георг Фрундсберг
Георг фон Фрундсберг (24 вересня 1473 — 20 серпня 1528) — військовий діяч, лідер ландскнехтів на службі у Священної Римської імперії і дому Габсбургів. Відомий участю в Італійських війнах.

## Життєпис
Народився в сім'ї Ульріха фон Фрундсберга та його дружини Барбари фон Рехберг у Міндельхаймі. Він походив з лінії стародавнього тірольського лицарського роду, представники якої селилися у Верхній Швабії.
Георг фон Фрундсберг служив німецькому імператору Максиміліану I.
Воював проти швейцарців під час Швабської війни, а також служив у військах герцога Мілана Лодовіко Сфорца, коли той боровся проти французьких військ Людовіка XII.
Перебуваючи на службі у Максиміліана він воював проти курпфальц⁹ьких правителів Філіпа і Рупрехта за володіння залишками графства Баварія-Ландсхут, яке розкололося. Слава прийшла до Фрундсберга після битви при Регенсбурзі (під час війни за Ландшутську спадщину). Максиміліан посвятив фон Фрундсберга у лицарі. Пізніше Фрундсберг воював у Нідерландах за імперію.
Будучи переконаним у необхідності розвитку національної піхоти, Фрундсберг активно допомагав Максиміліану у створенні війська ландскнехтів. Через рік він став ватажком війська ландскнехтів у Південній Німеччині.
Наступні роки Фон Фрундсберга були зайняті Італійськими війнами, під час яких він служив імперії Габсбургів. У 1509 році він став головним Капітаном сил ландскнехтів і брав участь у Камбрейській війні і здобував славу для себе і своїх людей, мужньо захищаючи Верону від венеціанських атак.
Після короткого візиту в Німецькі землі, в 1513 він повернувся на Апенніни, де знову почав боротьбу проти Венеції та Франції.
Після укладання миру він повернувся до Німеччини, де брав участь у війні Швабської ліги, яка розпочала боротьбу проти Ульріха, герцога Вюртембергського. Вюртембергське герцогство в 1519 було відібрано у Ульріха і передано імператору Священної Римської імперії.
В 1521 під час обговорення Вормського едикту Фрундсберг виступив на підтримку Мартіна Лютера.
Фрундсберг брав участь у Четвертій італійській війні проти французів, допомагав вести імперську армію до Пікардії. Коли король Франциск прибув до місця битви з військом близько 40 тисяч чоловік, Карл V вчинив мудро, вивівши армію з Пікардії, тим самим зберігши її. Фрундсберг назвав це виведення військ «найбільшим успіхом і найбільш доцільним ходом під час війни».
Після французької кампанії 1522 в Італії Фрундсберг відсторонився від командування ландскнехтами і повернувся до командування загоном з 6000 осіб на півдні Італії. 27 квітня 1522 року Фрундсберг брав участь на боці військ імперії у битві при Бікоку біля Мілана. Разом із Фрундсбергом на фланзі була швейцарська піхота. У цій битві імператор здобув перемогу, після якої більша частина Італії перейшла під контроль Іспанії.
В 1525 знову як головний капітан, зібрав велике військо і знову рушив до Італії, щоб полегшити становище Павії і врятувати імперське Міланське герцогство. Найбільш значущою битвою цього періоду стала битва при Павії, в якій одним із командувачів був Фрундсберг.
Через рік почалася Війна Коньякської ліги, під час якої Фрундсберг отримав заклик про допомогу від імперської армії в Ломбардії. Він отримав 36 тисяч німецьких талерів на організацію нової армії, хоча цих коштів було недостатньо. Він витрачав усі кошти на забезпечення армії: позичав гроші, продавав своє срібло, коштовності власної дружини. За 3 тижні Фрундсберг зібрав 12 тисяч чоловік і в середині листопада 1526 він перетнув Альпи. У П'яченці він з'єднався з іспанським військом Шарля Бурбона і вирушив на Рим.
Незабаром дисципліна і лад іспано-імперських військ був зламаний: за довгі місяці італійської кампанії військо жодного разу не вступило в серйозну битву, крім того, іспанська скарбниця була спустошена і закінчувалася платня для ландскнехтів. Довгий час саме Фрундсбергу вдавалося стримувати дисципліну німців, але час виправило це. Не в силах нічого зробити зі своїми ландскнехтами, Фрундсберг переніс інсульт і тяжко захворів. Лікарі довго боролися за здоров'я Фрундсберга, після чого його перевезли до Німеччини.
Розграбування Риму, втрата контролю над своїми «улюбленими синами»-ландскнехтами, втрата свого статку та загибель одного з синів — цього Фрундсберг пережити не зміг. Він помер 20 серпня 1528 року у рідному Міндельхаймі.